# Asilidae
Los asílidos (Asilidae) son una familia de dípteros braquíceros de distribución mundial con más de 7500 especies descritas. Son moscas robustas con espinas en las patas, un bigote de setas densas y con tres ocelos en una depresión entre los dos grandes ojos compuestos. Las setas sirven para proteger la cara cuando combate con sus presas. La probóscide es corta y fuerte, con ella inyecta una saliva con enzimas neurotóxicas y proteolíticas a sus presas. La saliva sirve para paralizar a las víctimas y para prepararlas para la digestión. A continuación absorbe el alimento licuado.
Se alimentan de otras moscas, diversas abejas y avispas, libélulas, saltamontes y también de arañas.

## Ciclo vital

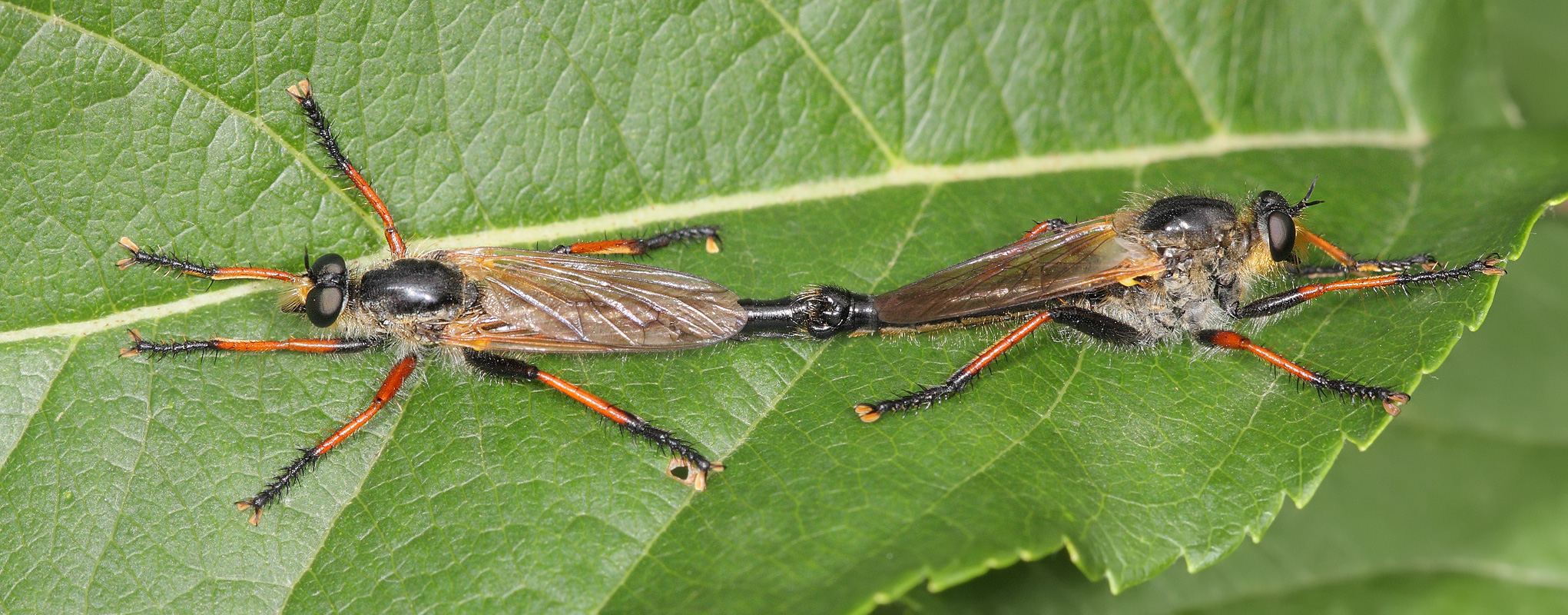
Moscas asílidas apareándose en una hoja de manzano.

Las hembras depositan sus huevos en una variedad de sustratos. Las larvas se encuentran a menudo en la materia orgánica en descomposición, en estiércol o en madera semipodrida como así también en el suelo. En la mayoría de las especies las larvas son omnívoras y suelen comer los huevos y larvas de otros insectos. El ciclo vital completo puede llevar de uno a tres años.

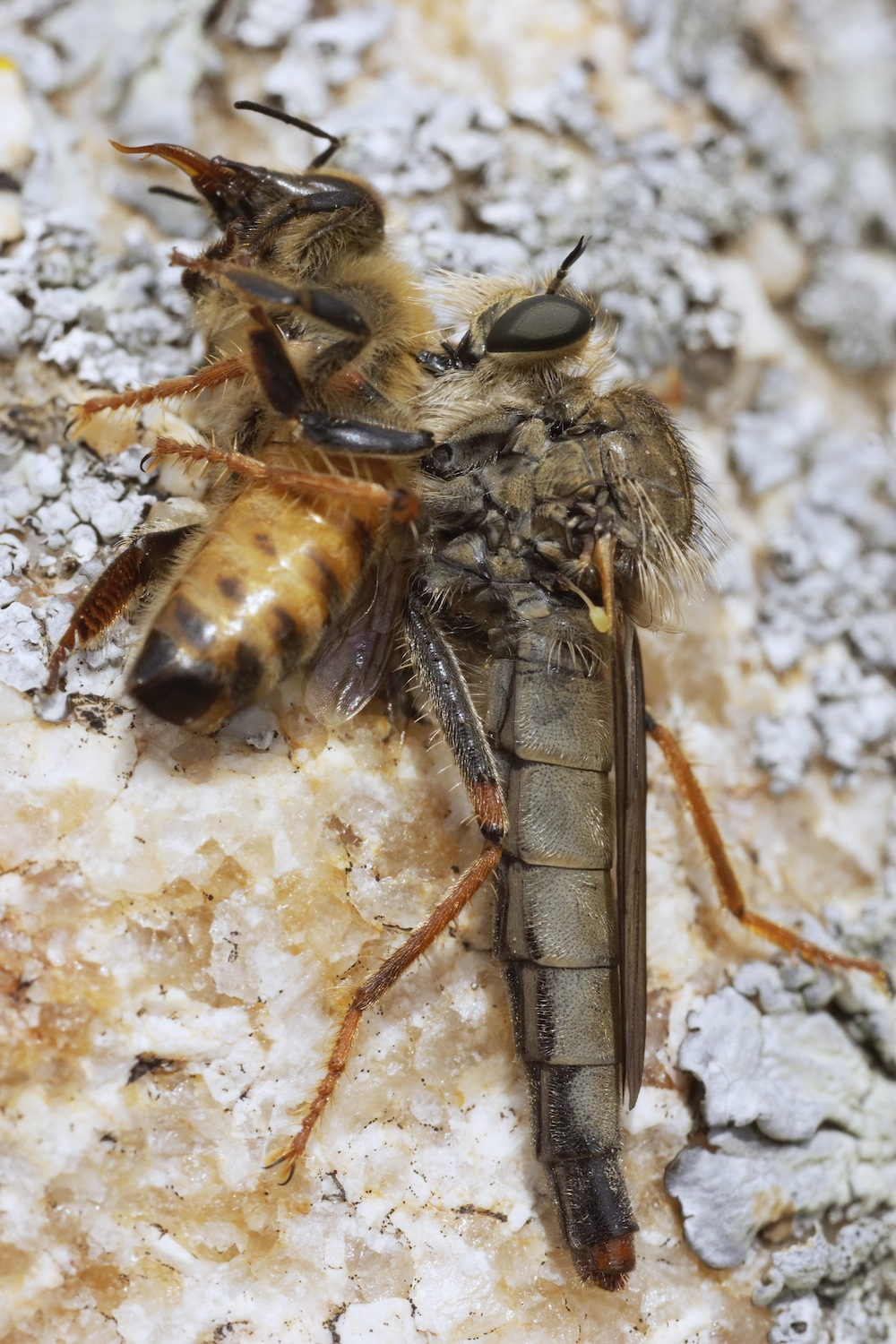
Hembra Stenopogon martini comiendo una abeja doméstica

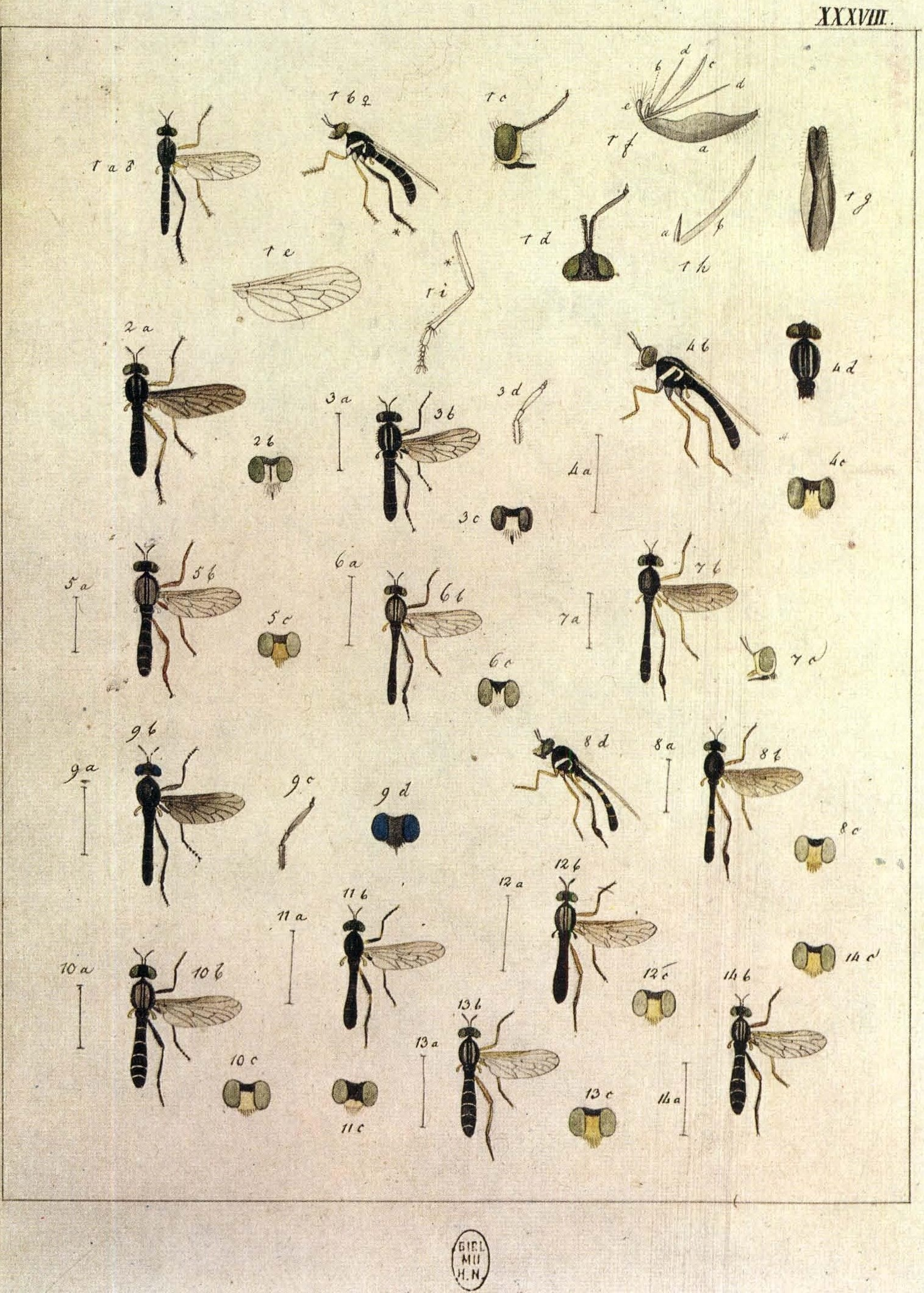
Algunos Asilidae en Europäischen Zweiflügeligen

## Taxonomía
En el presente Asilidae incluye 7500 especies descritas en aproximadamente 556 géneros. La taxonomía aún necesita más estudios a medida que se describen nuevas especies y resulta necesario tener en cuenta la cladística. Se aceptan 14 subfamilias:
- Asilinae
- Bathypogoninae
- Brachyrhopalinae
- Dasypogoninae
- Dioctriinae
- Laphriinae
- Leptogastrinae
- Ommatiinae
- Phellinae
- Stenopogoninae
- Stichopogoninae
- Tillobromatinae
- Trigonomiminae
- Willistonininae

## Filogenia
| N.N. | \| \| ? Scenopinidae y Therevidae \| \| \| \| \| \| ? Mydidae y Apioceridae \| \| \| \| \| \| ? Asilidae \| \| \| \| |
|      | \| \| ? Scenopinidae y Therevidae \| \| \| \| \| \| ? Mydidae y Apioceridae \| \| \| \| \| \| ? Asilidae \| \| \| \| |
|      | Bombyliidae |
|      | |
|      | ? Scenopinidae y Therevidae                                                                                          |
|      | |
|      | ? Mydidae y Apioceridae                                                                                              |
|      | |
|      | ? Asilidae |
|      | |

|  | ? Scenopinidae y Therevidae |
|  |                             |
|  | ? Mydidae y Apioceridae     |
|  |                             |
|  | ? Asilidae                  |
|  |                             |

Clado mostrando las relaciones de Asiloidea 

## Galería de fotos

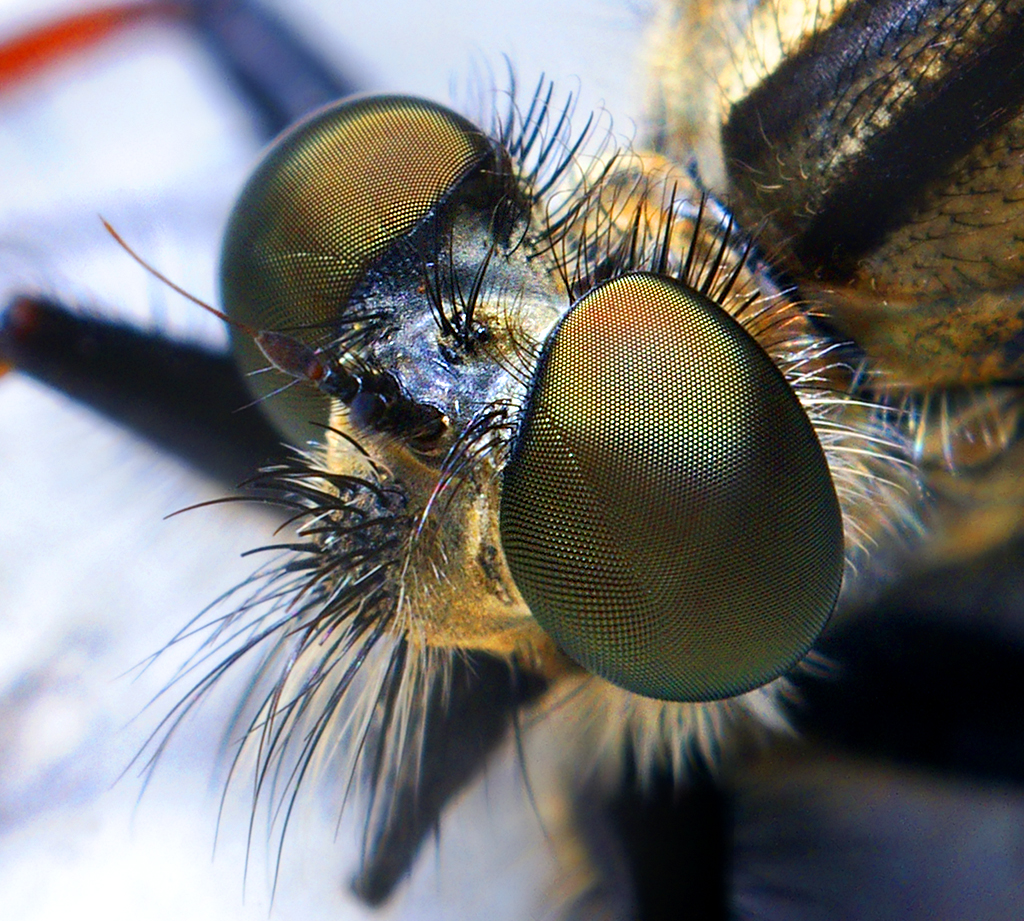
Cabeza de Efferia aestuans
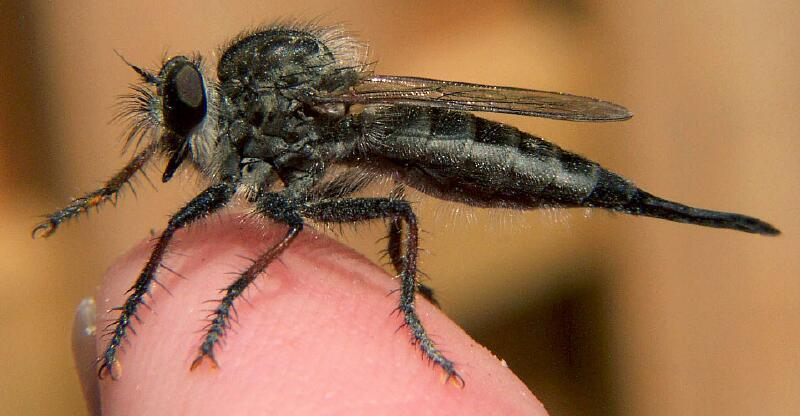
Efferia aestuans hembra
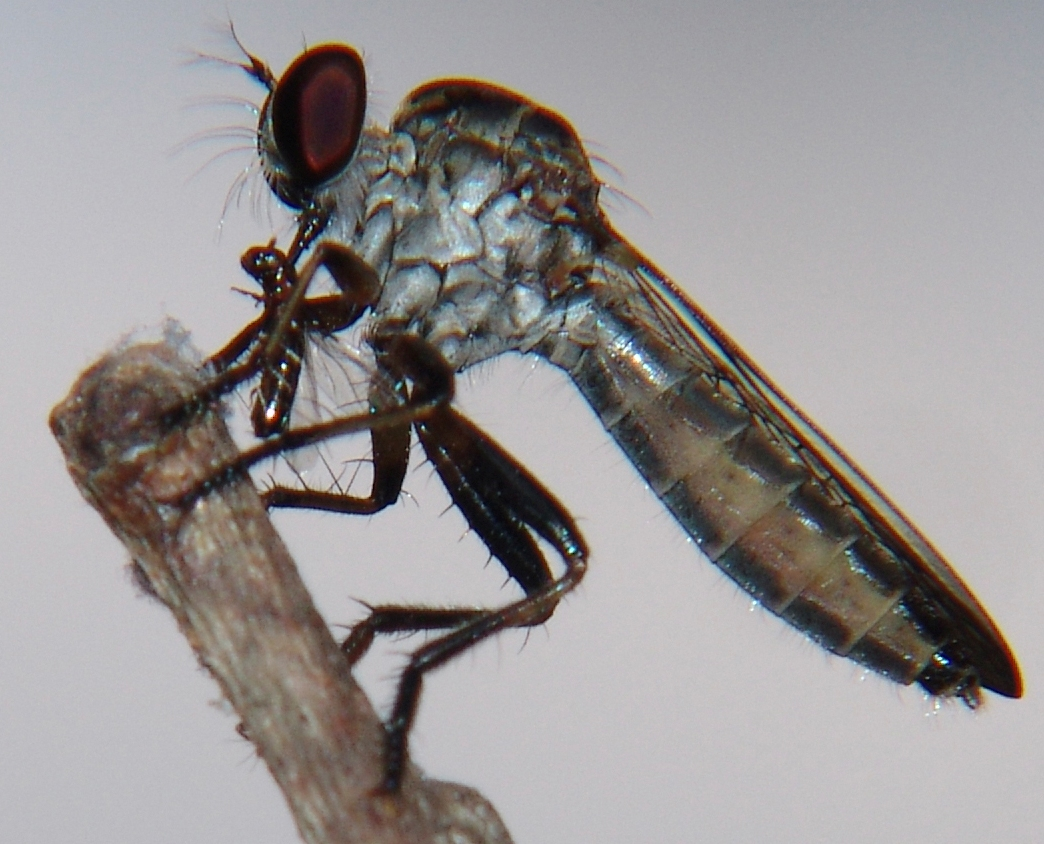
Mosca predadora
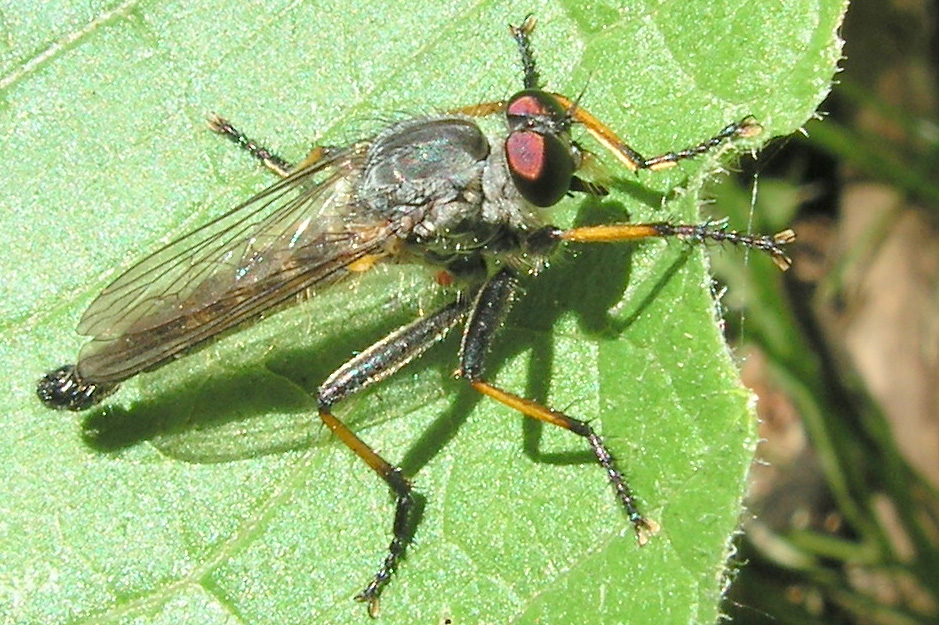
Neoitamus cyanurus
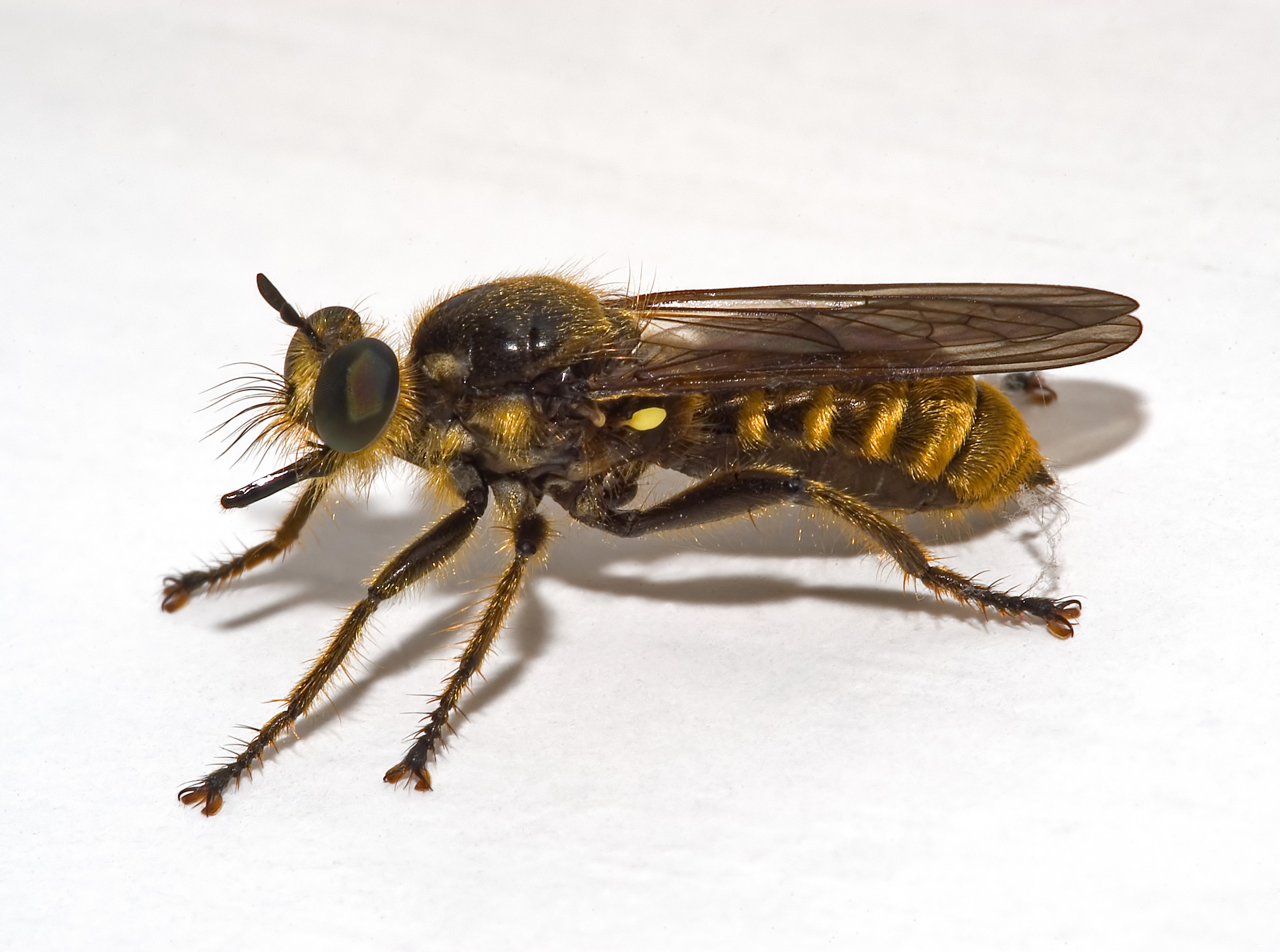
Choerades fimbriata
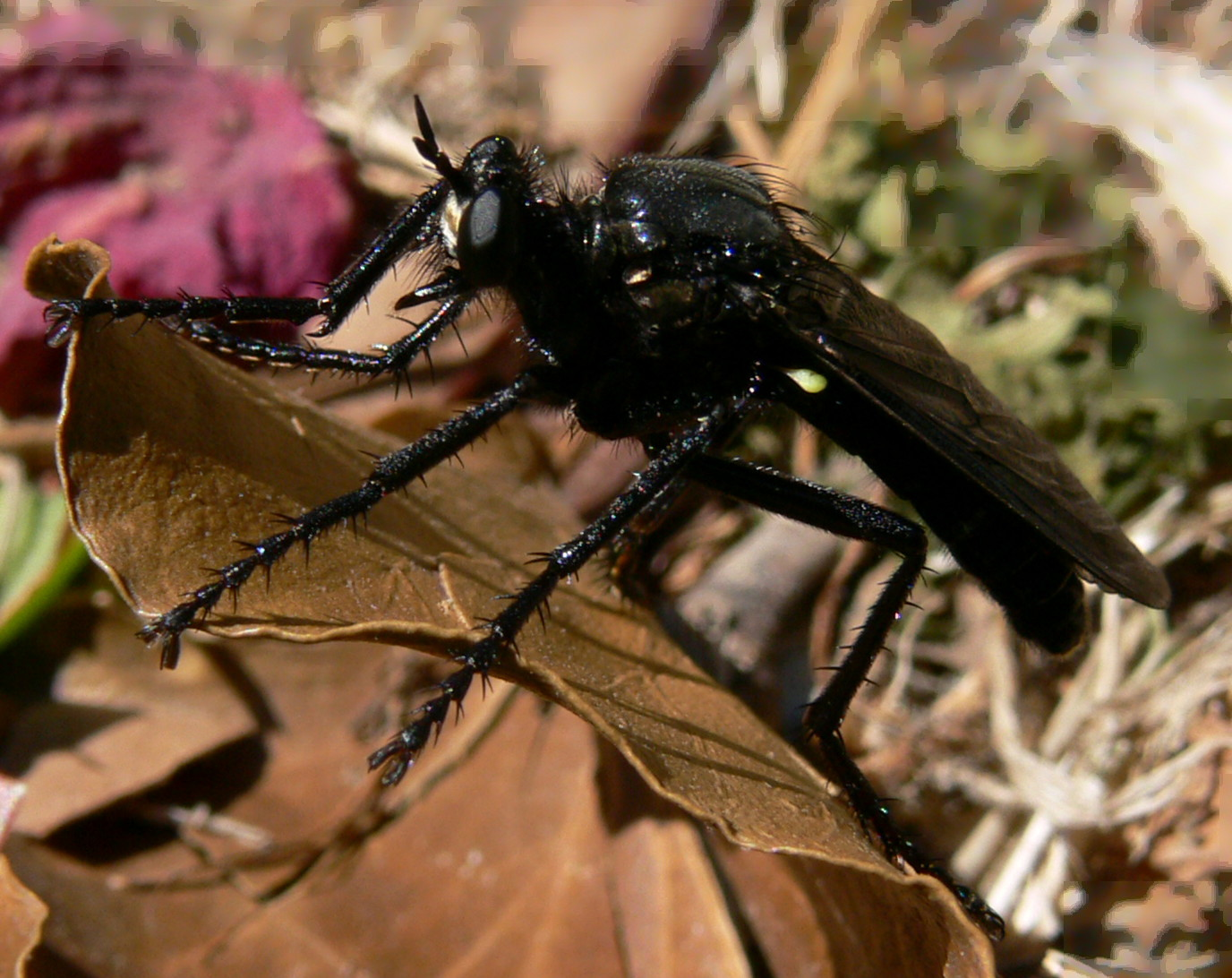
Dasypogon diadema
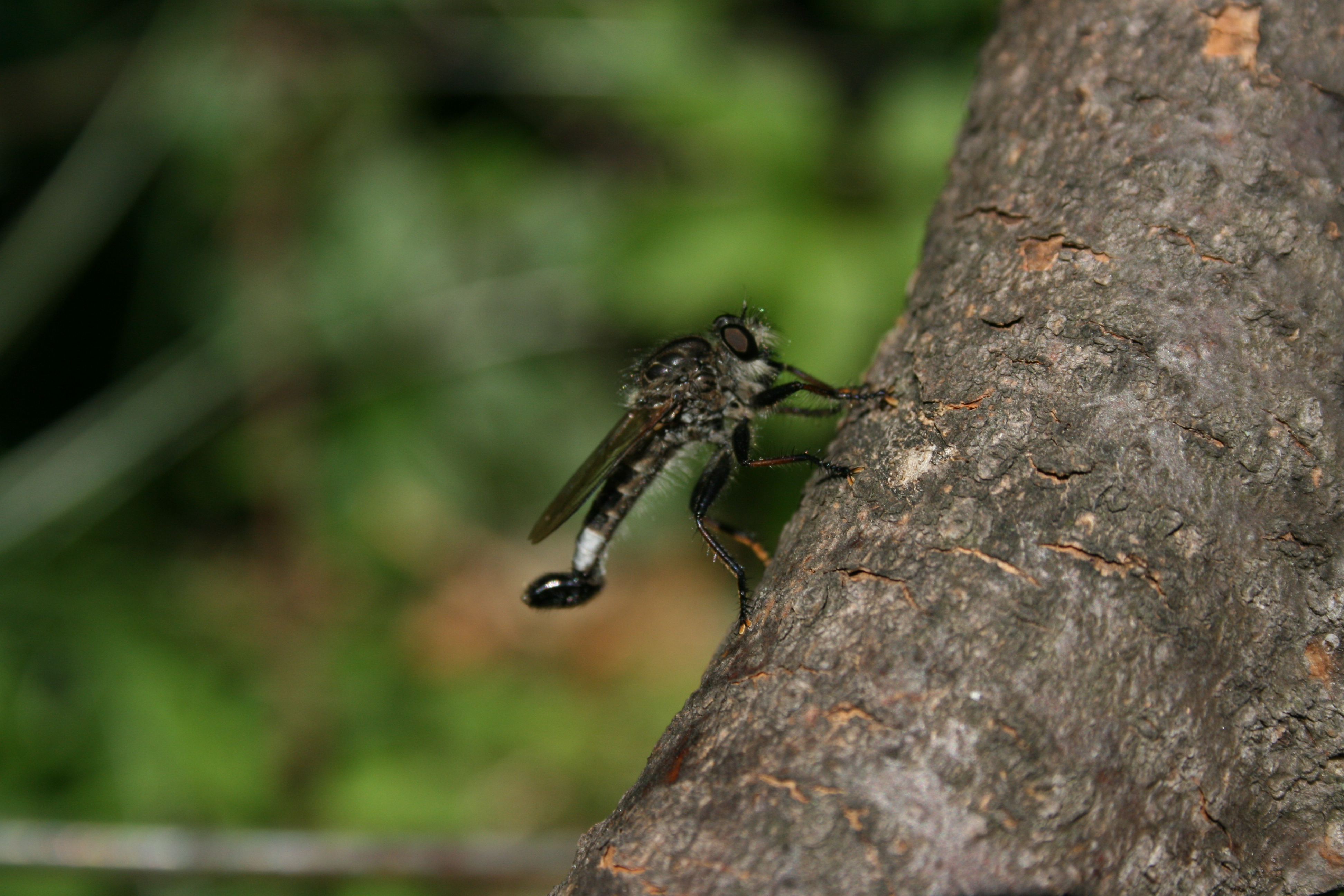
Mosca predadora en reposo
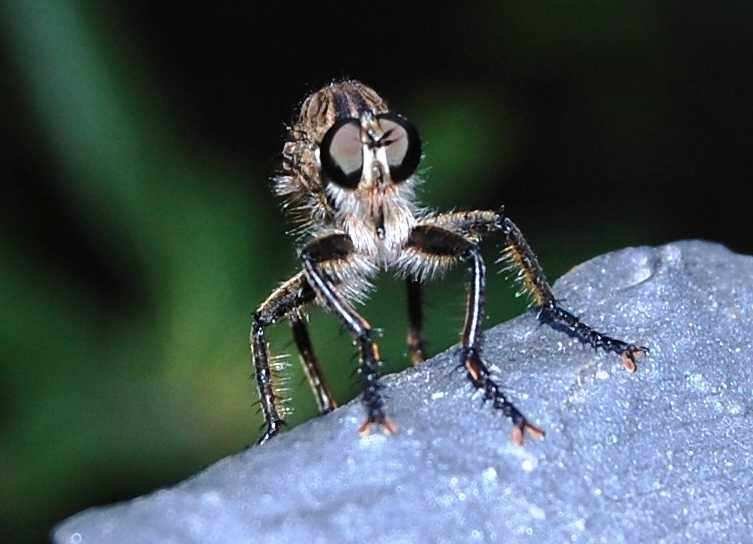
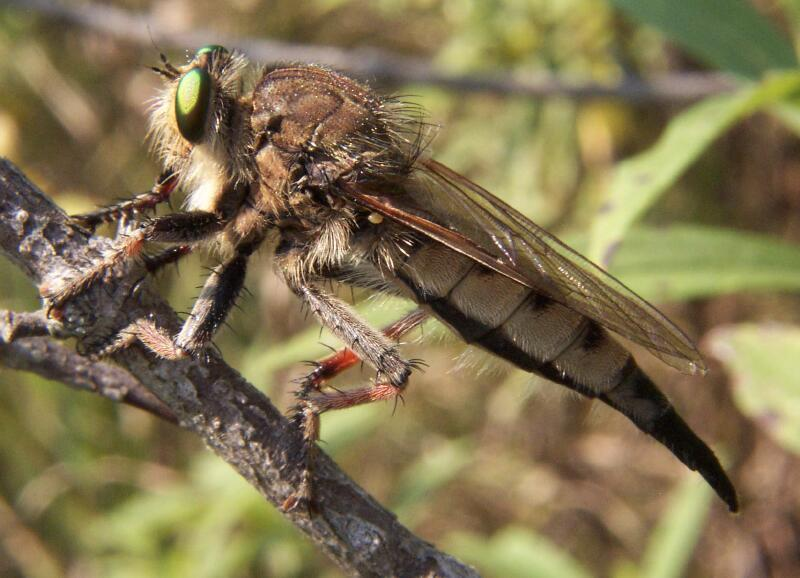
Promachus vertebratus
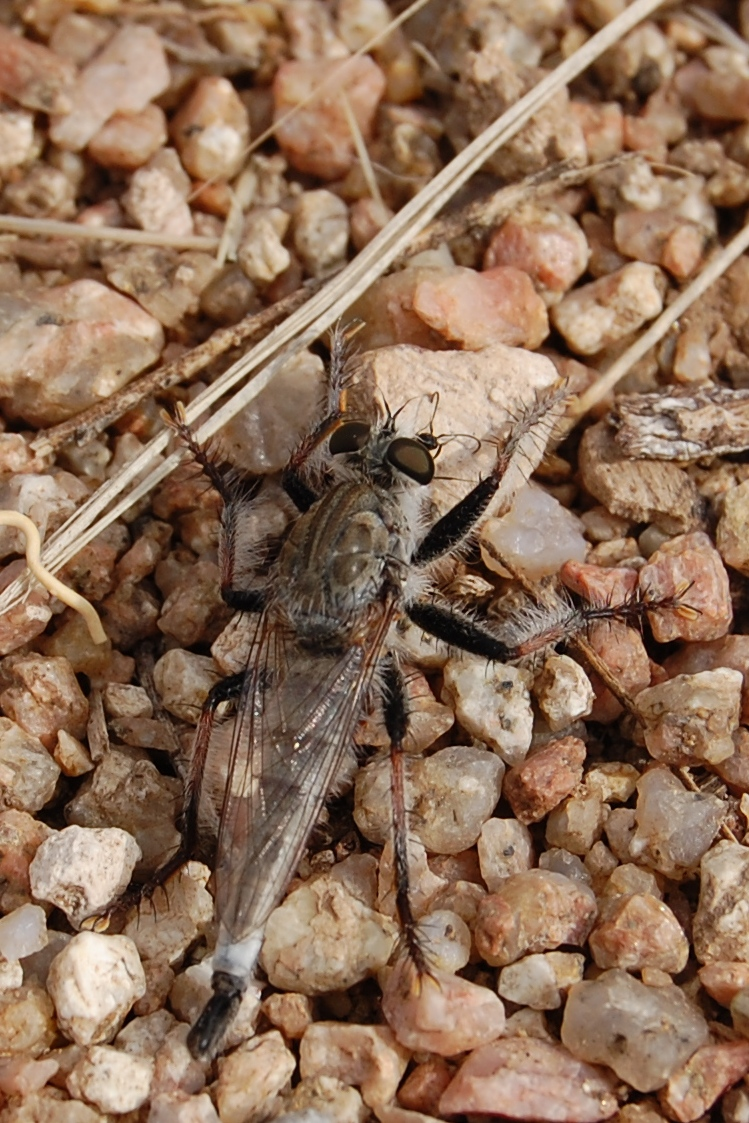
Efferia aestuans, Albuquerque, NM
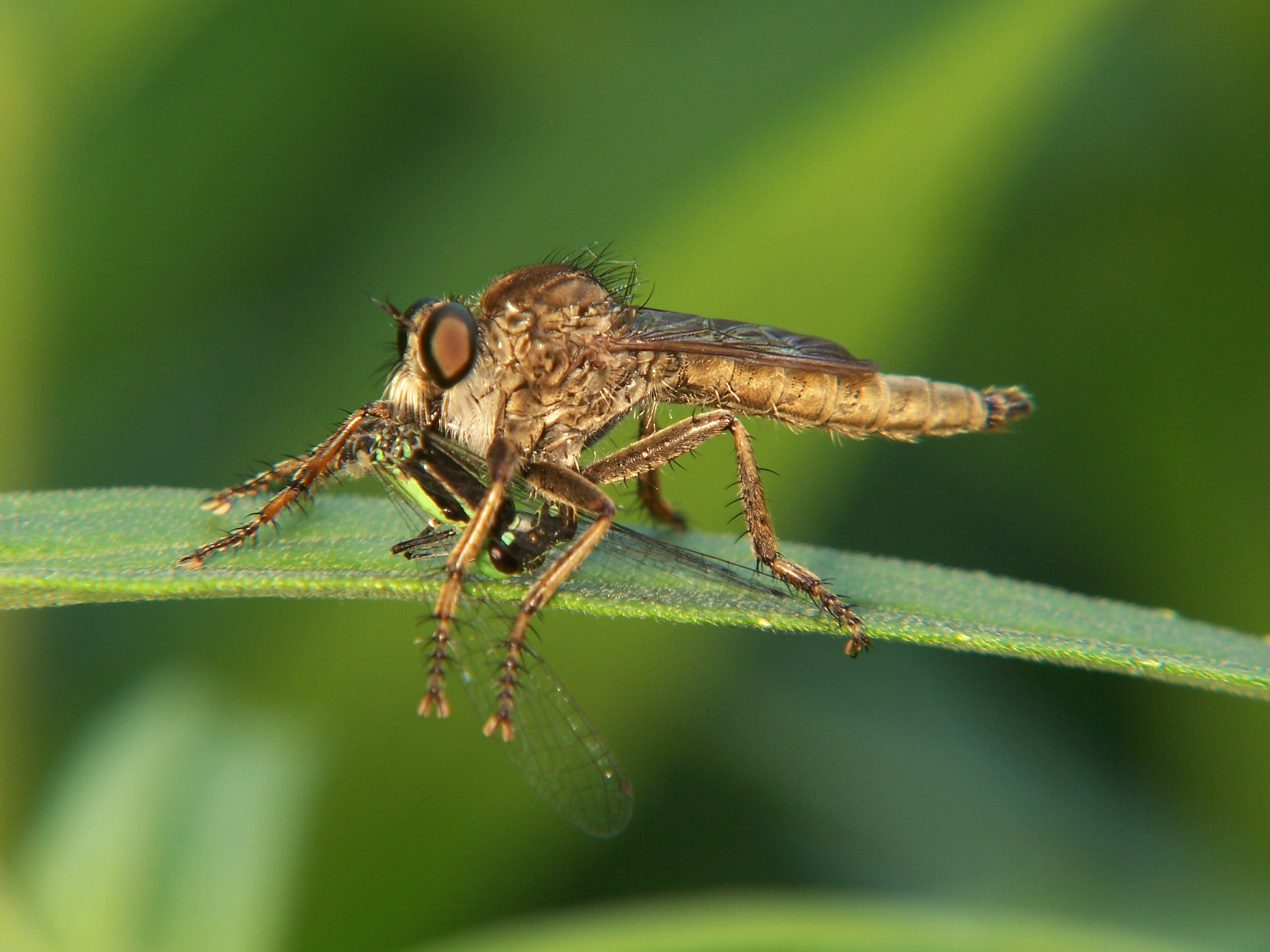
Con su presa, un caballito del diablo
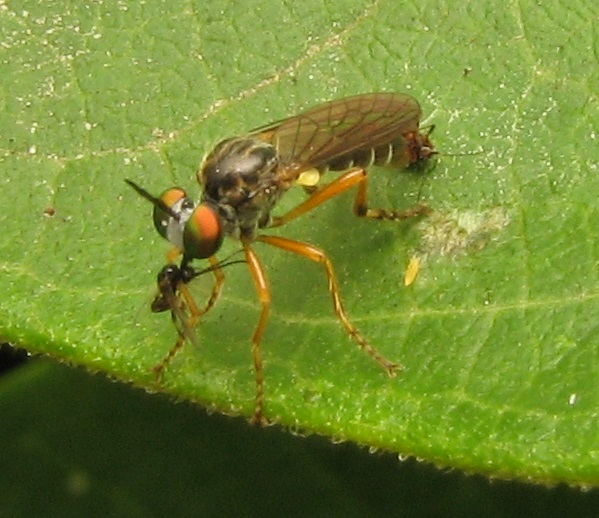
Taracticus octopunctatus con su presa, una avispa parasítica